# Collartomyia
Collartomyia är ett släkte av tvåvingar. Collartomyia ingår i familjen fjädermyggor.
Kladogram enligt Catalogue of Life:
| Collartomyia | \| \| Collartomyia discaudata \| \| \| \| \| \| Collartomyia hirsuta \| \| \| \| |
|              | \| \| Collartomyia discaudata \| \| \| \| \| \| Collartomyia hirsuta \| \| \| \| |
|              | Collartomyia discaudata                                                          |
|              |                                                                                  |
|              | Collartomyia hirsuta                                                             |
|              |                                                                                  |